# Bundesstraße 430
Pour les articles homonymes, voir Route 430.
La Bundesstraße 430 est une Bundesstraße du Land de Schleswig-Holstein.

## Géographie
Elle commence au croisement avec l'A 23 près de Schenefeld et mène d'abord par Aukrug vers l'A 7 à Neumünster-Mitte. Plus à l'est de Neumünster, elle croise l'A 21 à Bornhöved et traverse ensuite le parc naturel de la Suisse holsteinoise par Ascheberg (Holstein) et Plön (croisement avec la B 76) jusqu'à Lütjenburg (croisement avec la B 202) sur la baie d'Hohwacht.

## Source
- (de) Cet article est partiellement ou en totalité issu de l’article de Wikipédia en allemand intitulé « Bundesstraße 430 » (voir la liste des auteurs).

1. ↑  (de) Karl Sigismund Kramer, Ulrich Wilkens, Volksleben in einem holsteinischen Gutsbezirk : eine Untersuchung aufgrund archivalischer Quellen, K. Wachholtz, 1979 (ISBN 9783529024535, lire en ligne), p. 9